# Carmine Nunziata
Carmine Nunziata (San Gennaro Vesuviano, 22 luglio 1967) è un allenatore di calcio ed ex calciatore italiano, di ruolo centrocampista, commissario tecnico della nazionale Under-20 italiana.

## Carriera

### Giocatore

Nunziata (accosciato, terzo da sinistra) nel Foggia del 1989-1990

Nato a San Gennaro Vesuviano, trascorre l’infanzia e l’adolescenza a Sesto San Giovanni. Cresce calcisticamente nell'Inter. Ha esordito con la prima squadra nella stagione 1985-1986, giocando due match di Coppa Italia. Nella stagione successiva è sceso in Serie C1, al Virescit Boccaleone. Con il club viola ha collezionato 18 presenze in campionato. Nel 1987 è passato al Pavia, club in cui ha militato per due stagioni e con cui ha collezionato 43 presenze fra Serie C1 e Serie C2.
Nel 1989 si è trasferito al Foggia, club di Serie B. Qui ha disputato una stagione da titolare inamovibile. Nell'estate 1990 è stato tesserato dal Padova. Ha militato nel club biancoscudato per sei stagioni ed ha contribuito alla storica promozione in Serie A della stagione 1993-1994. Con il club biancoscudato ha collezionato 57 presenze in Serie A e 140 in Serie B.
Nel 1996 è stato acquistato dal Torino, in Serie B. Ha militato nel club granata per due stagioni. Nel 1998 è passato al Brescia, sempre in Serie B. Ha militato nel club biancazzurro per due stagioni ed ha collezionato 40 presenze in campionato. Negli ultimi anni della sua carriera ha giocato con il Montichiari, l'Alzano Virescit, il Seregno Calcio e la Pievigina.

### Allenatore

#### Inizi
Terminata la propria carriera da calciatore, nel 2003 è diventato tecnico dell'Arzachena, club dell'Eccellenza Sardegna. Nella stagione 2003-2004 il club vince il campionato ed ottiene la promozione in Serie D. Nelle due stagioni successive ha collezionato, rispettivamente, un quinto e un sesto posto nella quarta serie. Il 10 giugno 2006 viene ufficializzata la sua nomina come tecnico dell'Alghero, club della Serie D. Il 12 febbraio 2007, in seguito alla sconfitta contro il Turate, viene sollevato dall'incarico. Nell'estate 2007 è diventato allenatore del Salò, sempre in Serie D. Il 29 ottobre 2007 viene esonerato e sostituito da Roberto Crotti. Nella stagione 2008-2009 è tornato all'Arzachena. Il 26 giugno 2009 viene nominato tecnico del Seregno, club militante in Eccellenza lombarda. Il successivo 25 settembre, dopo un avvio di campionato non esaltante, viene sollevato dall'incarico.

#### Settore giovanile del Milan
Nella stagione 2010-2011 ha allenato la formazione Berretti del Milan. 

#### Nazionale giovanili italiane
Il 18 luglio 2012 entra nei quadri della FIGC, divenendo assistente tecnico di Devis Mangia, neo commissario tecnico della nazionale Under-21. Il 2 luglio 2013 la panchina dell'Under-21 viene affidata a Luigi Di Biagio e Nunziata ne diventa il vice allenatore.
Il 4 agosto 2017 è stato nominato commissario tecnico della nazionale Under-17. Con gli Azzurrini ha partecipato agli Europei di categoria nel 2018 e nel 2019, e in entrambe le edizioni l'Under-17 è stata sconfitta in finale dai Paesi Bassi.
Il 17 giugno 2019 è nominato selezionatore ad interim della nazionale Under-19, in sostituzione del dimissionario Federico Guidi. Di seguito ha guidato l'Under-19 durante l'Europeo di categoria, nel quale l'Italia non è riuscita a superare la fase a gironi, arrivando terza dietro la Spagna e il Portogallo. 
Il 30 luglio 2019 è passato ad allenare la selezione Under-18 in sostituzione di Daniele Franceschini passato all’Under-20, con cui nell'ottobre dello stesso anno ha partecipato al Mondiale Under-17 arrivando fino ai quarti di finale.
Il 21 luglio 2020, è nominato commissario tecnico della nazionale Under-19. Durante questa esperienza Nunziata ha guidato la squadra alla qualificazione all'Europeo di categoria del 2022, nel quale gli Azzurrini sono stati eliminati in semifinale dall'Inghilterra, poi vincitrice della competizione, ottenendo comunque la qualificazione per il Mondiale Under-20 dell'anno successivo.
Il 22 luglio 2022, viene ufficializzata la sua nomina a commissario tecnico della nazionale Under-20, in seguito ad uno scambio di ruoli con il collega Alberto Bollini. Dopo aver guidato gli Azzurrini nel corso del Torneo Otto Nazioni, nel maggio del 2023 guida la squadra al Mondiale Under-20 disputato in Argentina, concluso al secondo posto.
Il 4 agosto 2023 viene promosso alla guida della nazionale Under-21, al posto di Paolo Nicolato. All’Europeo del 2025 guida gli Azzurrini fino ai quarti di finale dove vengono eliminati dalla Germania ai tempi supplementari. Il 17 luglio seguente viene sostituito da Silvio Baldini e, contestualmente, torna ad allenare la nazionale Under-20.

## Statistiche

### Statistiche da allenatore

#### Club
Statistiche aggiornate al 25 settembre 2009.
| Stagione         | Squadra          | Campionato       | Campionato | Campionato | Campionato | Campionato | Coppe nazionali | Coppe nazionali | Coppe nazionali | Coppe nazionali | Coppe nazionali | Coppe continentali | Coppe continentali | Coppe continentali | Coppe continentali | Coppe continentali | Altre coppe | Altre coppe | Altre coppe | Altre coppe | Altre coppe | Totale | Totale | Totale | Totale | % Vittorie | Piazzamento |
| Stagione         | Squadra          | Comp             | G          | V          | N          | P          | Comp            | G               | V               | N               | P               | Comp               | G                  | V                  | N                  | P                  | Comp        | G           | V           | N           | P           | G      | V      | N      | P      | %          | Piazzamento |
| ---------------- | ---------------- | ---------------- | ---------- | ---------- | ---------- | ---------- | --------------- | --------------- | --------------- | --------------- | --------------- | ------------------ | ------------------ | ------------------ | ------------------ | ------------------ | ----------- | ----------- | ----------- | ----------- | ----------- | ------ | ------ | ------ | ------ | ---------- | ----------- |
| 2003-2004        | Arzachena        | D                | 34+4       | 14+1       | 11+2       | 9+1        | CI-D            | 4               | 1               | 2               | 1               | -                  | -                  | -                  | -                  | -                  | -           | -           | -           | -           | -           | 42     | 16     | 15     | 11     | 38,10      | 5º          |
| 2004-2005        | Arzachena        | D                | 34         | 14         | 11         | 9          | CI-D            | 2               | 0               | 2               | 0               | -                  | -                  | -                  | -                  | -                  | -           | -           | -           | -           | -           | 36     | 14     | 13     | 9      | 38,89      | 6º          |
| 2005-2006        | Arzachena        | D                | 34         | 9          | 16         | 9          | CI-D            | 2               | 1               | 0               | 1               | -                  | -                  | -                  | -                  | -                  | -           | -           | -           | -           | -           | 36     | 10     | 16     | 10     | 27,78      | 8º          |
| 2006-feb. 2007   | Alghero          | D                | 20         | 8          | 7          | 5          | CI-D            | 2               | 0               | 1               | 1               | -                  | -                  | -                  | -                  | -                  | -           | -           | -           | -           | -           | 22     | 8      | 8      | 6      | 36,36      | Eson.       |
| lug.-ott. 2007   | Salò             | D                | 8          | 1          | 4          | 3          | CI-D            | 2               | 0               | 0               | 2               | -                  | -                  | -                  | -                  | -                  | -           | -           | -           | -           | -           | 10     | 1      | 4      | 5      | 10,00      | Eson.       |
| 2008-2009        | Arzachena        | D                | 34+2       | 14+1       | 14         | 6+1        | CI-D            | 2               | 1               | 1               | 0               | -                  | -                  | -                  | -                  | -                  | -           | -           | -           | -           | -           | 38     | 16     | 15     | 7      | 42,11      | 5º          |
| Totale Arzachena | Totale Arzachena | Totale Arzachena | 142        | 53         | 54         | 35         |                 | 10              | 3               | 5               | 2               |                    | -                  | -                  | -                  | -                  |             | -           | -           | -           | -           | 152    | 56     | 59     | 37     | 36,84      |             |
| lug.-set. 2009   | Seregno          | Ecc.             | 4          | 1          | 1          | 2          | CI-Ecc.         | 2               | 1               | 1               | 0               | -                  | -                  | -                  | -                  | -                  | -           | -           | -           | -           | -           | 6      | 2      | 2      | 2      | 33,33      | Eson.       |
| Totale carriera  | Totale carriera  | Totale carriera  | 174        | 63         | 66         | 45         |                 | 16              | 4               | 7               | 5               |                    | -                  | -                  | -                  | -                  |             | -           | -           | -           | -           | 190    | 67     | 73     | 50     | 35,26      |             |

#### Nazionale
| Squadra     | Naz               | dal             | al                | Record | Record | Record | Record     | Record | Record | Record | Record |
| G           | V                 | N               | P                 | GF     | GS     | DR     | % Vittorie |        |        |        |        |
| ----------- | ----------------- | --------------- | ----------------- | ------ | ------ | ------ | ---------- | ------ | ------ | ------ | ------ |
| Italia U-17 | Italia (bandiera) | 4 agosto 2017   | 17 giugno 2019    | 47     | 34     | 2      | 11         | 93     | 44     | +49    | 72,34  |
| Italia U-19 | Italia (bandiera) | 18 giugno 2019  | 31 luglio 2019    | 3      | 1      | 0      | 2          | 5      | 5      | +0     | 33,33  |
| Italia U-18 | Italia (bandiera) | 1º agosto 2019  | 30 settembre 2019 | 4      | 3      | 1      | 0          | 8      | 1      | +7     | 75,00  |
| Italia U-17 | Italia (bandiera) | 1º ottobre 2019 | 20 luglio 2020    | 5      | 3      | 0      | 2          | 9      | 5      | +4     | 60,00  |
| Italia U-19 | Italia (bandiera) | 21 luglio 2020  | 31 luglio 2022    | 16     | 11     | 1      | 4          | 28     | 15     | +13    | 68,75  |
| Italia U-20 | Italia (bandiera) | 1º agosto 2022  | 3 agosto 2023     | 13     | 9      | 2      | 2          | 25     | 14     | +11    | 69,23  |
| Italia U-21 | Italia (bandiera) | 4 agosto 2023   | 17 luglio 2025    | 23     | 11     | 9      | 3          | 46     | 24     | +22    | 47,83  |
| Italia U-20 | Italia (bandiera) | 17 luglio 2025  | in corso          | 0      | 0      | 0      | 0          | 0      | 0      | +0     | —      |
| Totale      | Totale            | Totale          | Totale            | 111    | 72     | 15     | 24         | 214    | 108    | +106   | 64,86  |

#### Nazionale italiana Under-20
| 2023               | Italia U-20        | Mondiale U-20 2023 | 2º                 | 7  | 5 | 0 | 2 | 71,43 | 13 | 8  | +5  |
| 2025               | Italia U-20        | Mondiale U-20 2025 | nel girone D       | 0  | 0 | 0 | 0 | —     | 0  | 0  | +0  |
| Dal 2022           | Italia U-20        | Amichevoli         |                    | 6  | 4 | 2 | 0 | 66,67 | 12 | 6  | +6  |
| Totale Italia U-20 | Totale Italia U-20 | Totale Italia U-20 | Totale Italia U-20 | 13 | 9 | 2 | 2 | 69,23 | 25 | 14 | +11 |

#### Nazionale italiana Under-21
| 2023               | Italia U-21        | Qual. Euro U-21 2025        | 1º nel Gruppo 1, qualificato | 5  | 3  | 2 | 0 | 60,00 | 13 | 2  | +11 |
| 2024               | Italia U-21        | Qual. Euro U-21 2025        | 1º nel Gruppo 1, qualificato | 5  | 3  | 2 | 0 | 60,00 | 14 | 2  | +12 |
| giu. 2024          | Italia U-21        | Torneo Maurice Revello 2024 | 3º                           | 5  | 3  | 1 | 1 | 60,00 | 8  | 9  | -1  |
| giu. 2025          | Italia U-21        | Euro U-21 2025              | Quarti di finale             | 4  | 2  | 1 | 1 | 50,00 | 5  | 4  | +1  |
| Dal 2023           | Italia U-21        | Amichevoli                  |                              | 4  | 0  | 3 | 1 | &0,00 | 6  | 7  | -1  |
| Totale Italia U-21 | Totale Italia U-21 | Totale Italia U-21          | Totale Italia U-21           | 23 | 11 | 9 | 3 | 47,83 | 46 | 24 | +22 |

#### Panchine da commissario tecnico della nazionale italiana Under-21
| Cronologia completa delle presenze e delle reti in nazionale ― Italia under 21 | Cronologia completa delle presenze e delle reti in nazionale ― Italia under 21 | Cronologia completa delle presenze e delle reti in nazionale ― Italia under 21 | Cronologia completa delle presenze e delle reti in nazionale ― Italia under 21 | Cronologia completa delle presenze e delle reti in nazionale ― Italia under 21 | Cronologia completa delle presenze e delle reti in nazionale ― Italia under 21 | Cronologia completa delle presenze e delle reti in nazionale ― Italia under 21                                       | Cronologia completa delle presenze e delle reti in nazionale ― Italia under 21 |
| Data                                                                           | Città                                                                          | In casa                                                                        | Risultato                                                                      | Ospiti                                                                         | Competizione                                                                   | Reti | Note                                                                           |
| ------------------------------------------------------------------------------ | ------------------------------------------------------------------------------ | ------------------------------------------------------------------------------ | ------------------------------------------------------------------------------ | ------------------------------------------------------------------------------ | ------------------------------------------------------------------------------ | --- | ------------------------------------------------------------------------------ |
| 8-9-2023                                                                       | Jūrmala                                                                        | Lettonia under 21                                                              | 0 – 0                                                                          | Italia under 21                                                                | Qual. Europeo Under-21 2025                                                    | - | Cap: L. Pirola                                                                 |
| 12-9-2023                                                                      | İzmit                                                                          | Turchia under 21                                                               | 0 – 2                                                                          | Italia under 21                                                                | Qual. Europeo Under-21 2025                                                    | Fabio Miretti Marco Nasti                                                                                            | Cap: L. Pirola                                                                 |
| 17-10-2023                                                                     | Bolzano                                                                        | Italia under 21                                                                | 2 – 0                                                                          | Norvegia under 21                                                              | Qual. Europeo Under-21 2025                                                    | Tommaso Baldanzi Francesco Pio Esposito                                                                              | Cap: L. Pirola                                                                 |
| 16-11-2023                                                                     | Serravalle                                                                     | San Marino under 21                                                            | 0 – 7                                                                          | Italia under 21                                                                | Qual. Europeo Under-21 2025                                                    | Lorenzo Pirola Wilfried Gnonto (2) Cristian Volpato Giovanni Fabbian Francesco Pio Esposito (rig.) Alessandro Bianco | Cap: L. Pirola                                                                 |
| 21-11-2023                                                                     | Cork                                                                           | Irlanda under 21                                                               | 2 – 2                                                                          | Italia under 21                                                                | Qual. Europeo Under-21 2025                                                    | Wilfried Gnonto (2)                                                                                                  | Cap: L. Pirola                                                                 |
| 22-3-2024                                                                      | Cesena                                                                         | Italia under 21                                                                | 2 – 0                                                                          | Lettonia under 21                                                              | Qual. Europeo Under-21 2025                                                    | Cesare Casadei Giovanni Fabbian                                                                                      | Cap: W. Gnonto                                                                 |
| 26-3-2024                                                                      | Ferrara                                                                        | Italia under 21                                                                | 1 – 1                                                                          | Turchia under 21                                                               | Qual. Europeo Under-21 2025                                                    | Daniele Ghilardi | Cap: L. Pirola                                                                 |
| 4-6-2024                                                                       | Vitrolles                                                                      | Italia under 21                                                                | 4 – 3                                                                          | Giappone under 21                                                              | Torneo Maurice Revello 2024 - 1º turno                                         | Seydou Fini Giovanni Fabbian (rig.) Antonio Raimondo (2)                                                             | Cap: G. Fabbian                                                                |
| 6-6-2024                                                                       | Aubagne                                                                        | Ucraina under 21                                                               | 4 – 0                                                                          | Italia under 21                                                                | Torneo Maurice Revello 2024 - 1º turno                                         | - | Cap: G. Fabbian                                                                |
| 10-6-2024                                                                      | Aubagne                                                                        | Italia under 21                                                                | 2 – 2                                                                          | Panama under 21                                                                | Torneo Maurice Revello 2024 - 1º turno                                         | Cher Ndour (2) | Cap: S. Esposito                                                               |
| 12-6-2024                                                                      | Salon-de-Provence                                                              | Italia under 21                                                                | 1 – 0                                                                          | Indonesia under 21                                                             | Torneo Maurice Revello 2024 - 1º turno                                         | Antonio Raimondo | Cap: M. Zanotti                                                                |
| 16-6-2024                                                                      | Salon-de-Provence                                                              | Italia under 21                                                                | 1 – 0                                                                          | Francia under 21                                                               | Torneo Maurice Revello 2024 - Finale 3º posto                                  | Leonardo Cerri | Cap: D. Ghilardi                                                               |
| 5-9-2024                                                                       | Latina                                                                         | Italia under 21                                                                | 7 – 0                                                                          | San Marino under 21                                                            | Qual. Europeo Under-21 2025                                                    | Edoardo Bove autorete Francesco Pio Esposito (4) Antonio Raimondo                                                    | Cap: W. Gnonto                                                                 |
| 10-9-2024                                                                      | Stavanger                                                                      | Norvegia under 21                                                              | 0 – 3                                                                          | Italia under 21                                                                | Qual. Europeo Under-21 2025                                                    | Tommaso Baldanzi (3)                                                                                                 | Cap: L. Pirola                                                                 |
| 15-10-2024                                                                     | Trieste                                                                        | Italia under 21                                                                | 1 – 1                                                                          | Irlanda under 21                                                               | Qual. Europeo Under-21 2025                                                    | Cesare Casadei | Cap: W. Gnonto                                                                 |
| 15-11-2024                                                                     | Empoli                                                                         | Italia under 21                                                                | 2 – 2                                                                          | Francia under 21                                                               | Amichevole                                                                     | Cesare Casadei Giuseppe Ambrosino                                                                                    | Cap: L. Pirola                                                                 |
| 19-11-2024                                                                     | La Spezia                                                                      | Italia under 21                                                                | 2 – 2                                                                          | Ucraina under 21                                                               | Amichevole                                                                     | Giovanni Fabbian Francesco Pio Esposito                                                                              | Cap: M. Prati                                                                  |
| 21-3-2025                                                                      | Venezia                                                                        | Italia under 21                                                                | 1 – 2                                                                          | Paesi Bassi under 21                                                           | Amichevole                                                                     | Sebastiano Esposito (rig.)                                                                                           | Cap: L. Pirola                                                                 |
| 24-3-2025                                                                      | Cittadella                                                                     | Italia under 21                                                                | 1 – 1                                                                          | Danimarca under 21                                                             | Amichevole                                                                     | Matteo Prati | Cap: M. Prati                                                                  |
| 11-6-2025                                                                      | Trnava                                                                         | Italia under 21                                                                | 1 – 0                                                                          | Romania under 21                                                               | Europeo Under-21 2025 - 1º turno                                               | Tommaso Baldanzi | Cap: L. Pirola                                                                 |
| 14-6-2025                                                                      | Trnava                                                                         | Slovacchia under 21                                                            | 0 – 1                                                                          | Italia under 21                                                                | Europeo Under-21 2025 - 1º turno                                               | Cesare Casadei | Cap: L. Pirola                                                                 |
| 17-6-2025                                                                      | Trnava                                                                         | Spagna under 21                                                                | 1 – 1                                                                          | Italia under 21                                                                | Europeo Under-21 2025 - 1º turno                                               | Niccolò Pisilli | Cap: D. Ghilardi                                                               |
| 22-6-2025                                                                      | Dunajská Streda                                                                | Germania under 21                                                              | 3 – 2 dts                                                                      | Italia under 21                                                                | Europeo Under-21 2025 - Quarti di finale                                       | Luca Koleosho Giuseppe Ambrosino                                                                                     | Cap: L. Pirola                                                                 |
| Totale                                                                         |                                                                                | Presenze                                                                       | 23                                                                             |                                                                                | Reti                                                                           | 46 |                                                                                |

## Palmarès

### Allenatore

#### Nazionale
- Torneo 8 Nazioni:  1

Italia Under-20: 2022-2023